# محمود شاه الثاني (سلطان جوهر)
السلطان محمود شاه الثاني بن سلطان إبراهيم شاه (1675-1699) هو تاسع سلاطين جوهر، وسلطان جوهر وفهغ ولينقا من 1685 حتى 3 سبتمبر 1699.
ولد في عام 1675 وهو من سلالة سلطنة جوهر التي أسسها جده السلطان علاء الدين ريات شاه الثاني من سلاطين ملقا. كان لا يزال صغيراً عندما توفي والده السلطان إبراهيم في 16 فبراير 1685، حكم السلطان محمود الثاني تحت الوصاية المشتركة لأمه مع بندهارا جوهر تون حبيب عبد المجيد حتى وفاته في 27 يوليو 1697.
كان لديه عدة زوجات، وصل إلى السلطة في سن مبكرة من خلال مؤامرة أدت إلى تسمم والده السلطان إبراهيم من قبل إحدى زوجاته. يُروى في الأساطر الشعبية أنه ذات يوم في طريق عودته من صلاة الجمعة اغتاله أحد قادة جيشه. دُفن السلطان محمود في قرية بالقرب من كوتا تينجي في جوهر، والتي لا تزال تعرف اليوم باسم كامبونغ ماكام (قرية القبر).
بعد وفاته، أعلن رئيس وزرائه عبد الجليل شاه الرابع نفسه سلطانًا لجوهر، وعند صعوده العرش قتل جميع زوجات السلطان محمود من أجل تجنب إمكانية أي مطالبات مستقبلية للعرش. ومع ذلك تمكنت زوجة واحدة من الفرار إلى المينانغكابو وأنجبت راجا كيتشيل. بعد أقل من عقدين في عام 1717 قام «راجا كيشيك» بتجميع أسطول من المينانغكاباو ونجح مؤقتًا في الإطاحة بخليفة السلطان عبد الجليل السلطان سليمان مستندًا إلى شرعيته على الادعاء بأنه كان ابن السلطان محمود شاه الثاني. ومع ذلك تخلى عنه مرتزقة بوقس الذين ساعدوه، واضطر في النهاية إلى الفرار إلى سياك، حيث أسس سلطنة جديدة.